# Chetogena alpestris
Chetogena alpestris är en tvåvingeart som beskrevs av Tschorsnig 1997. Chetogena alpestris ingår i släktet Chetogena och familjen parasitflugor. Inga underarter finns listade i Catalogue of Life.